# Варненска област
Варненска област (буг: Област Варна) се налази у источном делу Бугарске. Ова област заузима површину од 3,820 km² и има 496.768 становника. Административни центар Варненске области је град Варна.

## Списак насељених места у Варненској области
Градови су подебљани

### Општина Аврен
Аврен,
Бенковски,
Близнаци,
Бољарци,
Добри Дол,
Дабравино,
Здравец,
Казашка Река,
Китка,
Круша,
Приселци,
Равна Гора,
Садово,
Синдел,
Царевци,
Трастиково,
Јунак

### Општина Аксаково
Аксаково,
Ботево,
Водица,
Ваглен,
Генерал Кантарџиево,
Доброглед,
Долиште,
Засмјано,
Зорница,
Игнатиево,
Изворско,
Кичево,
Климентово,
Крумово,
Куманово,
Љубен Каравелово,
Новаково,
Орешак,
Осеново,
Припек,
Радево,
Сланчево,
Јаребична

### Општина Белослав
Белослав,
Езерово,
Разделна,
Страшимирово

### Општина Бјала
Бјала,
Горица,
Господиново,
Дјулино,
Попович,
Самотино

### Општина Варна
Варна,
Звездица,
Казашко,
Каменар,
Константиново,
Тополи

### Општина Ветрино
Белоградец,
Ветрино,
Габарница,
Доброплодно,
Млада Гвардија,
Момчилово,
Невша,
Неофит Рилски,
Средно Село,
Јагнило

### Општина Влчи Дол
Бојана,
Брестак,
Војводино,
Влчи Дол,
Генерал Киселово,
Генерал Колево,
Добротич,
Есеница,
Званец,
Изворник,
Искар,
Калојан,
Караманите,
Кракра,
Метличина,
Михалич,
Обориште,
Радан војвода,
Стефан Караџа,
Страхил,
Червенци,
Штипско

### Општина Доњи Чифлик
Булаир,
Бардарево,
Венелин,
Голица,
Горњи Чифлик,
Гроздјово,
Детелина,
Доњи Чифлик,
Кривини,
Нова Шипка,
Ново Орјахово,
Пчелник,
Рудник,
Солник,
Старо Орјахово,
Шкорпиловци,
Јунец

### Општина Девња
Девња,
Кипра,
Падина

### Општина Далгопол
Арковна,
Аспарухово,
Борјана,
Величково,
Далгопол,
Камен дјал,
Комунари,
Красимир,
Лопушна,
Медовец,
Партизани,
Пољаците,
Ројак,
Сава,
Слатка Вода,
Цонево

### Општина Провадија
Бласково,
Бозвелијско,
Барзица,
Венчан,
Градинарово,
Добрина,
Житница,
Златина,
Китен,
Комарево,
Кривња,
Манастир,
Неново,
Овчага,
Петров Дол,
Провадија,
Равна,
Славејково,
Снежина,
Староселец,
Тутраканци,
Храброво,
Чајка,
Черковна,
Черноок

### Општина Суворово
Баново,
Драндар,
Изгрев,
Калиманци,
Левски,
Николаевка,
Просечен,
Суворово,
Чернево